# Jordpuls
Jordpuls är det sjunde fullängdsalbumet med det svenska folk metal-bandet Vintersorg. Albumet släpptes av skivbolaget Napalm Records 25 mars 2011.

## Låtlista
1. "Världsalltets fanfar" – 5:23
2. "Klippor och skär" – 6:13
3. "Till dånet av forsar och fall" – 4:31
4. "Mörk nebulosa" – 5:23
5. Stjärndyrkan" – 5:07
6. "Skogen sover" – 5:55
7. "Vindögat" – 4:35
8. "Palissader" – 5:27
9. "Eld och lågor" – 4:14

Alla låtar skrivna av Mr. Vintersorg.

## Medverkande
Musiker (Vintersorg-medlemmar)
- Vintersorg (Andreas Hedlund) – sång, elgitarr, akustisk gitarr, keyboard, basgitarr, hammondorgel, trumprogrammering
- Mattias Marklund – gitarrer

Produktion
- Vintersorg – producent, ljudtekniker, ljudmix
- Kris Verwimp – omslagsdesign
- Örjan Fredriksson – foto